# Kościół św. Jana Chrzciciela w Zakrzewie
Kościół Świętego Jana Chrzciciela – rzymskokatolicki kościół parafialny należący do dekanatu Radom-Zachód diecezji radomskiej.

## Historia i architektura
Obecna świątynia została wzniesiona w stylu barokowym jako jednonawowa, posiadająca niewyodrębnione prezbiterium zamknięte półkolistą absydą. Ta murowana budowla została ufundowana przez Stefana Ksawerego Korwina Kochanowskiego, krewniaka Jana z Czarnolasu, który postawił w 1770 roku kościół. W 1776 roku zostały ustawione trzy ołtarze, które zachowały się do dziś. W głównym znajduje się obraz Przemienienia Pańskiego, natomiast u góry stoją figura Matki Boskiej oraz rzeźby barokowe świętych Apostołów Piotra i Pawła. Ozdobą i zabytkiem jest także chrzcielnica kamienna z literami CP i datą 1617 oraz epitafium Marii Suskiej ze Skrzyńskich (zmarłej w 1847 roku). Srebrna puszka i monstrancja to pamiątka po zakonie jezuitów z 1774 roku. Świątynia posiada również zabytkowe organy, które zbudowane zostały w 1787 roku. Data ta została określona na podstawie napisu na piszczałce. Jest to najstarszy instrument organowy na terenie dawnego województwa radomskiego.

## Galeria

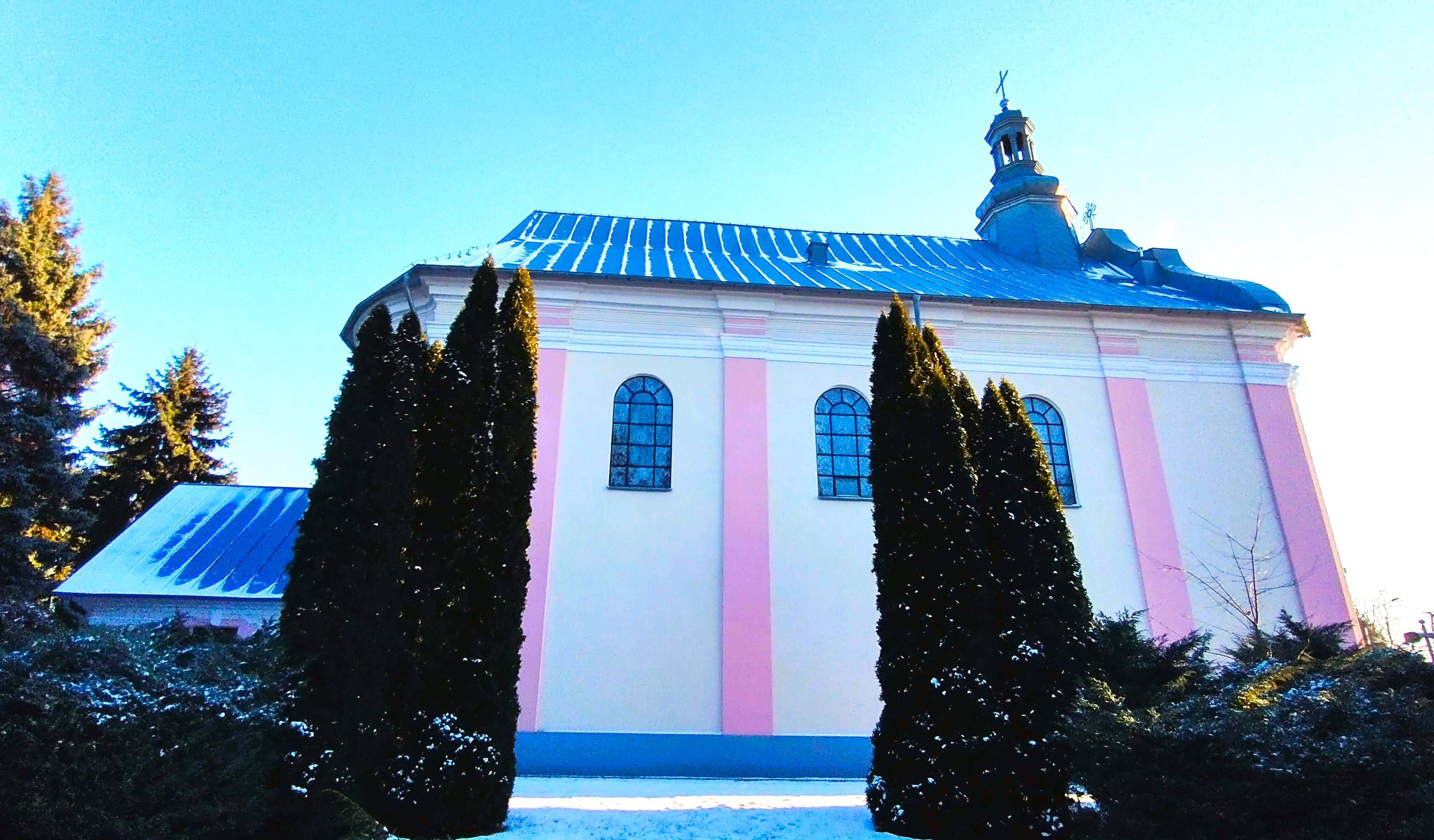
Elewacja zachodnia
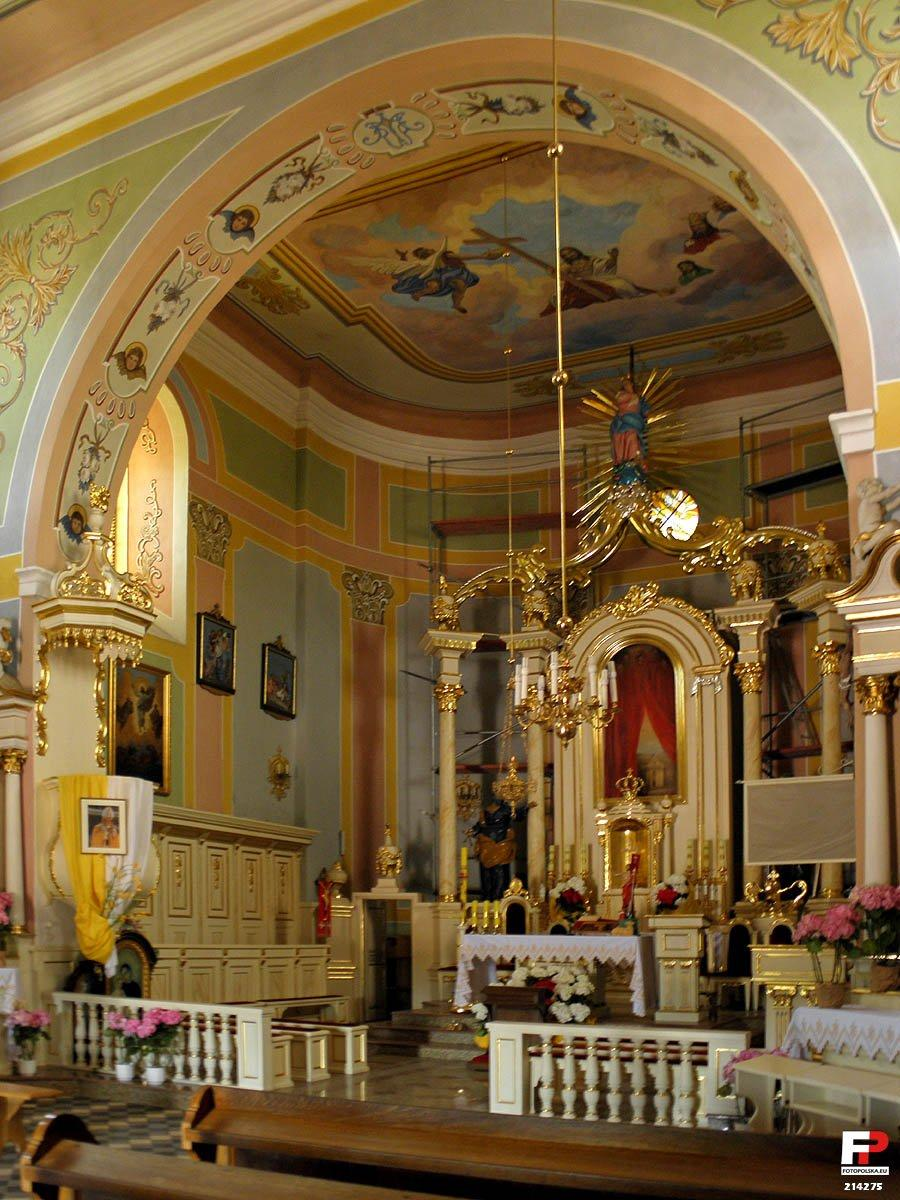
Prezbiterium